# Петернел (Удине)
Петернел је насеље у Италији у округу Удине, региону Фурланија-Јулијска крајина.
Према процени из 2011. у насељу је живело 28 становника. Насеље се налази на надморској висини од 310 м.